# Rapcore
Il rapcore è un genere musicale che consiste nell'esecuzione di strofe rap su basi strumentali di derivazione punk rock, nella maggior parte dei casi hardcore punk.

## Storia
Il rapcore ebbe origine dal rap rock, che fondeva il rock con elementi hip hop, sia per quanto riguarda la strumentazione che per quanto riguarda la voce. I Beastie Boys, inizialmente un gruppo hardcore punk, si spostarono gradualmente verso l'hip hop a partire da Cooky Puss. Il loro album di debutto Licensed to Ill fu in gran parte costruito su basi rock. Allo stesso modo il gruppo di New York Biohazard è considerato molto influente nello sviluppo del genere. Il gruppo punk di Huntington Beach Hed P.E. ha uno stile musicale particolare, caratterizzato dalla fusione di generi come hip hop, reggae, punk, hardcore punk e heavy metal. Sebbene siano considerati parte del rapcore essi preferiscono definirsi G-punk, in modo simile ai Kottonmouth Kings, che si autodefiniscono psychedelic hip hop punk rock.
Tra i primi gruppi ad ottenere successo si distinsero in particolare 311, Bloodhound Gang e Suicidal Tendencies. Dal momento che sia il rap rock sia il rapcore contribuirono a porre le basi per il nu metal, non è raro trovare complessi considerati sia rapcore sia nu metal, come P.O.D., Linkin Park e Limp Bizkit. Nonostante la popolarità di questi generi sia considerata in calo, alcuni sostengono che essi potrebbero ottenere nuove attenzioni in un prossimo futuro. Un gruppo rapcore recente sono gli Hollywood Undead, formatisi nel 2005 e divenuti rapidamente popolari grazie a MySpace, prima di pubblicare il loro debutto Swan Songs, con un buon riscontro commerciale.
Tra i principali gruppi rapcore, oltre ai già citati 311 e Bloodhound Gang, sono annoverati anche Dog Eat Dog, Steriogram, Transplants e Zebrahead.

## Generi derivati e correlati

### Nu metal

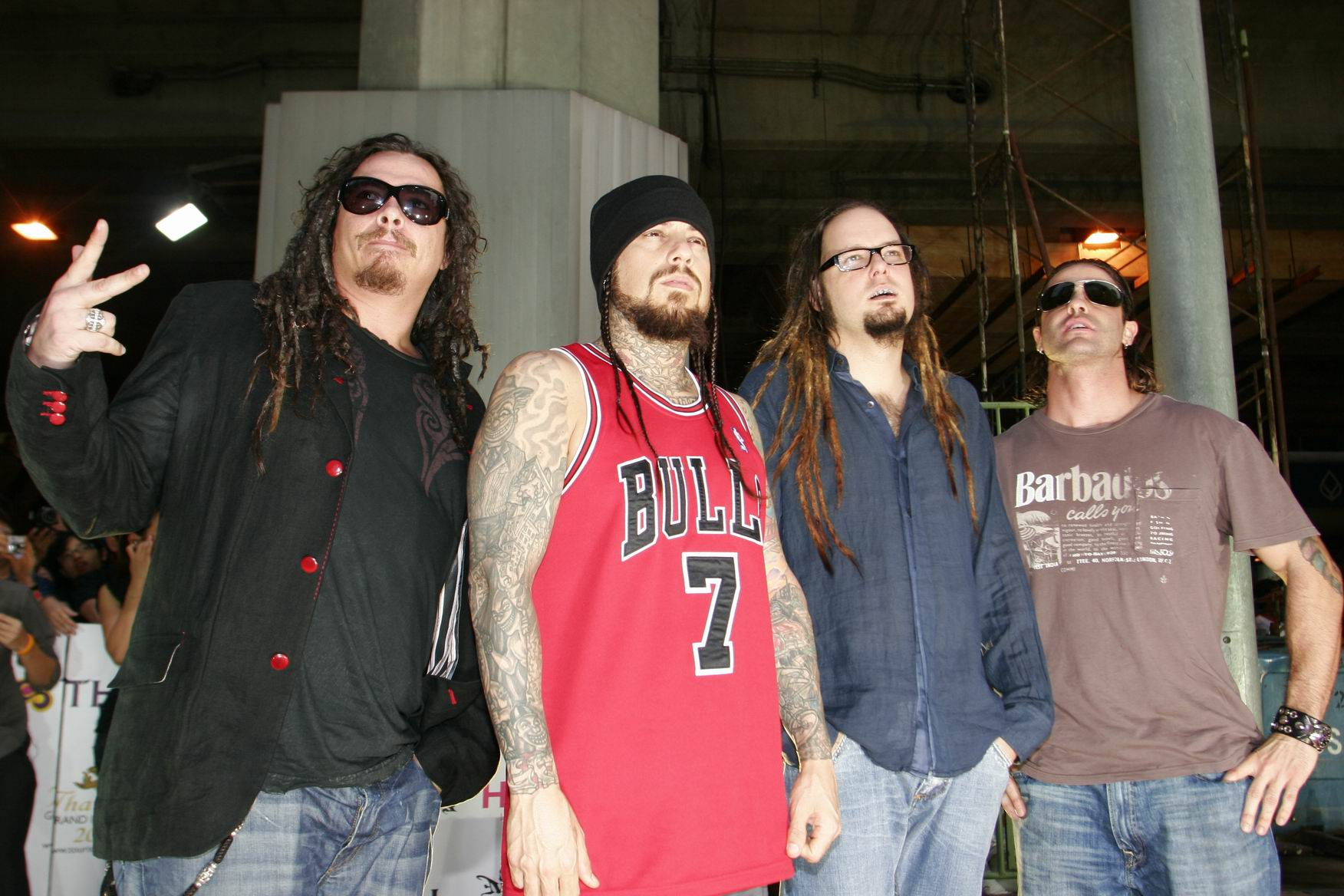
I Korn, gruppo considerato tra i più importanti del genere.

Sviluppatosi negli anni novanta, il nu metal è divenuto in breve tempo una corrente che si discosta per alcuni aspetti da quella del metal tradizionale. Difatti, pur proponendo sonorità molto dure, ad esse affianca influenze da altri stili, in particolare alternative metal, rap metal, alternative rock, funk ed hip hop. Sono frequenti ritmi duri ma sincopati, riff di chitarra semplici ma aggressivi, ribassati e ripetuti, alternanza di parti vocali aggressive e melodiche e, per alcuni gruppi, strofe rappate e scratch prodotti con i dischi in vinile.
Fra i principali gruppi della scena nu metal possono essere citati, oltre agli iniziatori Korn e Deftones, gruppi come Limp Bizkit, Coal Chamber, Linkin Park, Incubus, P.O.D., Crazy Town, Papa Roach e Slipknot.

### Punk rap

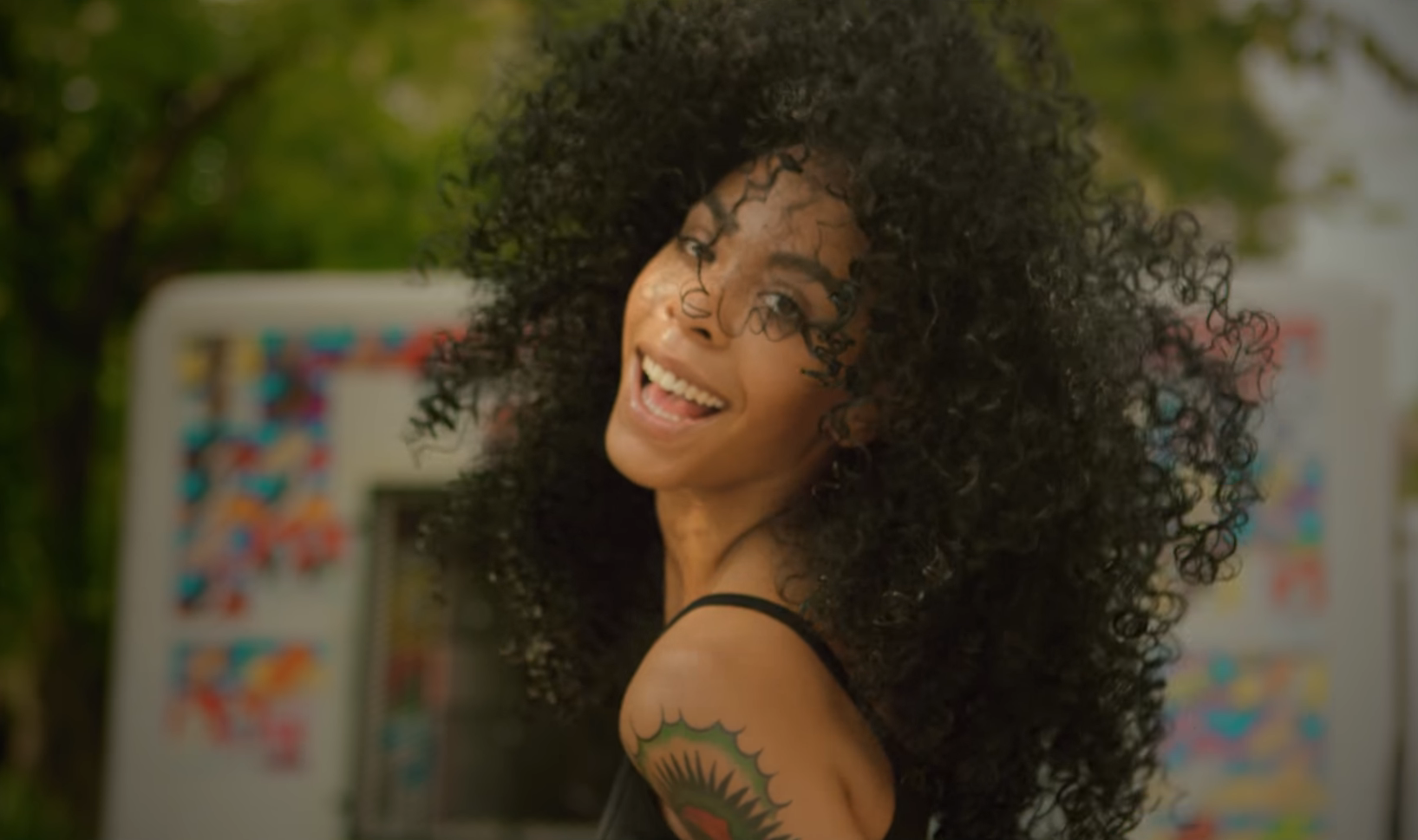
Rico Nasty, artista considerato tra i più importanti del genere.

Il punk rap è una musica hip hop influenzata dall'etica ribelle, e talvolta dalle caratteristiche musicali, del punk rock. Il genere è stato descritto come influenzato da stili come la musica trap, punk rock, heavy metal e musica lo-fi.